# Charonne (stanice metra v Paříži)
Charonne je nepřestupní stanice pařížského metra na lince 9 v 11. obvodu v Paříži. Nachází se pod Boulevardem Voltaire u křižovatky s ulicí Rue de Charonne.

## Historie
Stanice byla otevřena 10. prosince 1933 při prodloužení linky do stanice Porte de Montreuil.

## Název
Jméno stanice je odvozeno od názvu ulice Rue de Charonne. Charonne je pomístní název. Panství Charonne je poprvé zmíněno již v roce 1008, kdy jej král Robert II. Pobožný věnoval opatství Saint-Magloire. Kolem hradu Charonne vyrostla vesnice, která byla v roce 1860 připojena k Paříži.

## Masakr ve stanici
V závěru války v Alžírsku svolala komunistická strana na 8. února 1962 nepovolenou demonstraci za nezávislost Alžírska. Prefekt Maurice Papon se souhlasem ministra vnitra a prezidenta Charlese de Gaulla vydal rozkaz k jejímu potlačení. Demonstranti se snažili najít útočiště ve stanici metra, avšak policisté je pronásledovali až na nástupiště. Osm lidí zemřelo udušením v tlačenici nebo následkem úrazů hlavy způsobených údery obuškem a devátá osoba podlehla zranění v nemocnici. Podle některých svědectví policisté na demonstranty shazovali těžké železné desky kryjící úpatí stromů a ventilaci metra v okolí stanice.
Na stanici Charonne byla umístěna pamětní deska připomínající tuto tragédii a v roce 2007 byla křižovatka, kde se stanice nachází, pojmenována Place du 8 Février 1962.

## Vstupy
Stanice má čtyři východy (tři schodiště, jeden eskalátor) na Boulevardu Voltaire.